# Fotocamera a telemetro

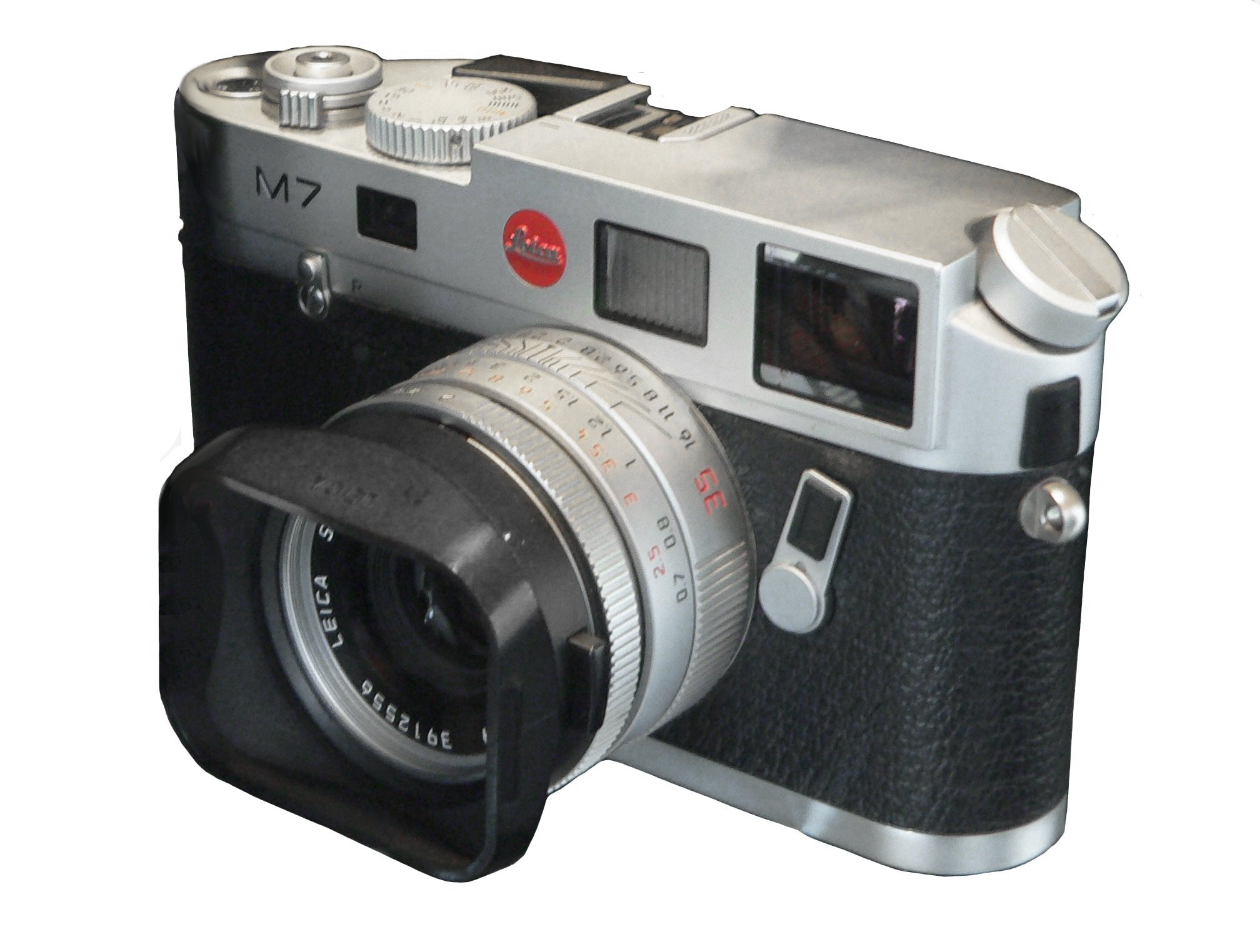
Leica M7

La fotocamera a telemetro (dal gr. τῆλε «lontano» e μέτρον «misura», poi dal fr. télémètre, comp. di télé- «tele-» e -mètre «-metro») è una macchina fotografica che incorpora un telemetro per il controllo della messa a fuoco, generalmente inserito nel sistema di mira oculare di un mirino galileiano.
Tra le più famose fotocamere a telemetro ad ottiche intercambiabili, ci sono le Leica M della Leitz (poi Leica Camera AG), che proseguono tuttora la serie M (Messsucher, telemetro in tedesco) anche in ambito digitale. Ma negli anni d'oro della fotografia di massa (anni 1950/60/70), molte fotocamere a telemetro erano compatte (ad ottica fissa).

## Storia
Una delle primissime macchine con un telemetro fu la N°3 Autographic Kodak Special, costruita dalla Kodak nei primi del '900, e consisteva in una fotocamera folding rollfilm (pieghevole con pellicola a rullo) con un rudimentale telemetro sottostante la piastra porta obiettivo, seguita dalla Contax I del 1932, progettata fra gli altri dal direttore tecnico della Zeiss Ikon, il dottor Heinz Kuppelbender, inventore del telemetro e dell'innesto a baionetta. Da allora diverse fotocamere, professionali e non, hanno utilizzato questo sistema per la messa a fuoco. Fra le italiane, ricordiamo la Ferrania Condor I.

## Tecnica

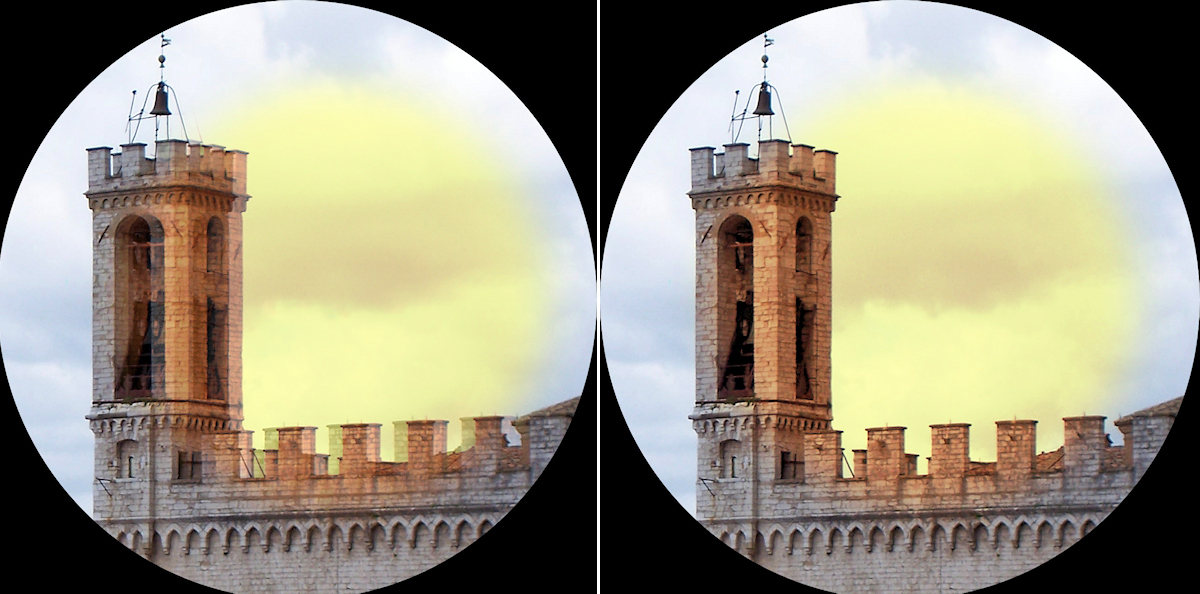
Telemetro della Ferrania Condor I, con immagine sdoppiata fuori fuoco a sinistra, e a fuoco a destra.

È uno strumento atto a misurare la distanza di un oggetto, anche se inaccessibile, attraverso la soluzione di un problema geometrico che in massima è quello relativo a un triangolo di cui è noto un lato detto base e di cui si misurano due angoli.
Il funzionamento è basato sulla collimazione tra l'angolazione del prisma ottico del telemetro ed il meccanismo di messa a fuoco dell'obiettivo. In pratica, guardando attraverso il mirino del telemetro, il fotografo vede il soggetto sdoppiato (foto a fianco). Agendo sulla regolazione della messa a fuoco, le due immagini si allontaneranno o si avvicineranno, fino a sovrapporsi. A quel punto, se la meccanica è correttamente collimata con l'ottica, il soggetto risulterà perfettamente a fuoco.
I principali sistemi a telemetro comprendono varie ottiche intercambiabili, con focali che vanno dal supergrandangolo al medio-tele. Generalmente, il mirino presenta dei riferimenti (cornici luminose) grazie ai quali il fotografo può controllare con una buona accuratezza l'inquadratura, in base alla focale utilizzata in quel momento. Per i supergrandangolari sono disponibili dei mirini oculari esterni aggiuntivi, da montare sulla fotocamera (ad esempio sfruttando la stessa slitta destinata al flash) nel caso che il mirino interno non dovesse avere un angolo di campo sufficiente a mostrare al fotografo tutta l'area vista dall'obiettivo. Per le ottiche a lungo fuoco, è possibile adoperare delle lenti aggiuntive per l'oculare del mirino, in modo da aumentare l'ingrandimento e stimare la cornice con alcuni riferimenti.

### Riflessioni
Questo meccanismo è stato in uso per tanti anni prima della comparsa delle reflex, e sarà ancora in uso dopo la scomparsa delle reflex. Alcuni fotografi continuano a preferire l'utilizzo del telemetro in determinate circostanze, per esempio quando vogliono evitare i seppur minimi effetti causati dal movimento dello specchio e altri motivi, e in varie altre occasioni. Dall'assenza dello specchio deriva un ulteriore vantaggio, decisamente più importante: il tiraggio, nettamente inferiore a quello di qualsiasi fotocamera a specchio che adotta lo stesso formato di fotogramma, ha permesso la realizzazione di obiettivi grandangolari e normali con una luminosità ed una qualità ottica sensibilmente superiori. Alcuni di essi entrano di molti millimetri oltre la linea del bocchettone d'innesto, cosa spesso impossibile in presenza di uno specchio interno, perché le lenti posteriori finirebbero con l'invadere lo spazio necessario al suo posizionamento e ribaltamento. Ma si potrebbe parlare dell'ergonomia e della luminosità di questi mirini.